# Rosie Mole
Rosie Germaine Mole (nascimento: 11 de novembro de 1982) é uma personagem fictícia da série Adrian Mole, escrita por Sue Townsend. Rosie é a irmã de Adrian e aparece pela primeira vez no livro Adrian Mole na Crise da Adolescência. Ela é muito próxima de seu irmão Adrian. Ele pensa que Rosie é o único membro de sua família que realmente o entende.

## Nascimento e família
Rosie nasceu durante os acontecimentos do segundo livro da série, Adrian Mole na Crise da Adolescência. Seu nascimento aconteceu no dia 11 de novembro de 1982 na Royal Infirmary de Ashby-de-la-Zouch, Leicestershire, Inglaterra. Seus pais são Pauline Mole e George Mole. Seus avós maternos são os Sugden e maternos sua avó Edna May Mole, sendo que Albert Mole, pai de George, já falecera antes do início da série.
Seu nome do meio, Germaine, foi dado por sua irmã Pauline em homenagem a Germaine Greer, uma famosa feminista.
Ela é também tia de Glen Bott-Mole (filho de Adrian com Sharon Bott), William "Wole" Mole (filho de Adrian com sua ex-esposa nigeriana JoJo) e Gracie Pauline Mole (filha de Adrian com Daisy Flowers).

## Rosie como personagem
Rosie é uma rebelde. Ela sempre usa maquiagem e sempre veste roupas da moda. Ele teve muitos namorados, engravidando de um (que terminou com ela) e sofrendo um aborto. No último livro, Adrian Mole E As Armas De Destruição Em Massa, ela tem um namorado muito complicado, a quem ela dá dinheiro para bebidas e drogas. Rosie mente para a sua mãe dizendo que ela precisa do dinheiro para os seus estudos. Adrian sabe a verdade mas se mantém em silêncio, embora reprove o comportamento de Rosie.
Seu grupo favorito são as Spice Girls e ela se veste como as garotas do grupo, particularmente como Emma Bunton.
Rosie vai para a escola "Neil Armstrong Comprehensive School", a velha escola de seu irmão Adrian em Ashby-de-la-Zouch.
Quando era uma garotinha, Rosie não gostava de Adrian acreditando que não era divertido estar com ele ao seu redor. Entretanto, mais tarde Rosie e Adrian se tornam muito íntimos, sendo Adrian o único a quem contou sobre sua gravidez e pede a ela para ajudá-la a sofrer um aborto.
Em Adrian Mole na Idade do Cappuccino, Rosie fica grávida de seu namorado Aaron Michaelwhite. Adrian é a única pessoa a quem ela conta. Ele compra para ela uma boneca de um bebê do tipo que é usada para educar as garotas sobre a realidade de criar de uma criança, a quem Rosie batiza de “Ashby”, então Rosie pode amadurecer sobre se ela está pronta para ser mãe; Rosie decide sofrer um aborto. Aaron e Rosie romperam no dia 18 de outubro.